# 黃欣苑
黄欣苑（英文：Yennis Huang，1998年10月5日—），马来西亚女歌手、舞者。出生於马来西亚，所属經紀公司為木加互娱，现于马来西亚发展。2020年，参加爱奇艺女团选秀节目《青春有你 第二季》，而打开关注度。2021年，参加中国国风创演节目《上线吧！华彩少年》，并获得全国第6名。

## 早年经历
黄欣苑是本地马来西亚华人 ，来自槟城州。毕业于槟城日新独立中学，从小学习芭蕾舞、傣族舞，后学习街舞。中学毕业后，曾到韩国世宗大学模特培训学院，修读模特专业文凭课程。
她曾在韩国1Million Dance Studio舞室练习。

## 演艺经历
2020年3月，代表木加互娱，参加爱奇艺偶像女团选秀节目《青春有你 第二季》，是两位马来西亚参赛者的其中一位。最终在第二次顺位排名仪式，以排名第58名的位置被淘汰。
2020年12月，参加央视台国风创演节目《上线吧！华彩少年》，在初舞台带来融合傣族舞和街舞的表演，在往后的舞台也带来许多不同中国风类型舞台，如戏腔等。2021年4月，黄欣苑一路晋级至总决赛，并获得第6名，成为国风少年计划成长计划“优秀少年代表”。

## 音樂作品

### 青春有你2时期
| 发行时间 | 歌曲名称（歌曲说明）                      | 原唱者          |
| -------- | ----------------------------------------- | --------------- |
| 2020     | 《叮咚+Hustle》（初评级舞台）             | 徐怀钰和陳梓童  |
| 2020     | 《让世界充满爱》（全体训练生共唱公益歌曲) | 群星            |
| 2020     | 《Play我呸》（位置测评歌曲）              | 蔡依林          |
| 2020     | 《Yes! Ok!》（《青春有你2》主题曲)        | 青春有你2训练生 |
| 2020     | 《我怎么这么好看》（小组竞演歌曲）        | 大张伟          |
| 2020     | 《十面埋伏2》（小组复仇歌曲）             | 艾菲／李斯丹妮  |
| 2020     | 《非日常狂歡》(主題考核歌曲)              | [ 註 1 ]        |

### 上线吧！华彩少年时期
| 发行时间 | 歌曲名称（歌曲说明） | 原唱者   | 备注              |
| -------- | -------------------- | -------- | ----------------- |
| 2020年   | 《花腰精灵》         |          | 傣族舞和街舞，4彩 |
| 2020年   | 《我的新衣》         | VAVA     | 说唱x戏腔x街舞    |
| 2020年   | 《誰說女子不如男》   | 常香玉   |                   |
| 2020年   | 《山河圖》           | 鳳凰傳奇 | 94.50 上線        |
| 2020年   | 《風骨-涼州詞》      |          | 排名第2名         |
| 2020年   | 《願 苑》            |          | 舞蹈              |

## 影視作品

### 固定綜藝節目
| 日期                  | 頻道               | 節目名稱             | 備註   |
| --------------------- | ------------------ | -------------------- | ------ |
| 2020年3月12日－5月2日 | 爱奇艺             | 《青春有你第二季》   | 參賽者 |
| 2020年12月25日        | 中央电视台综合频道 | 《上线吧！华彩少年》 | 參賽者 |

## 註解
1. ↑  参与主题考核训练，但因在第十六期被淘汰，无法表演曲目

## 外部連結
- 黃欣苑的新浪微博
- 黃欣苑的Instagram帳戶